# Georg Keppler
Georg Keppler (Magonza, 7 maggio 1894 – Amburgo, 16 giugno 1966) è stato un generale tedesco delle Waffen-SS durante la seconda guerra mondiale.

## Biografia
Keppler entrò nell'Esercito imperiale tedesco nel 1913 e prese parte alla prima guerra mondiale. Tra il 1920 e il 1934 fu un agente di polizia al comando di unità di stato e di città. Nel 1935 entro nelle SS-Verfügungstruppe reparti combattenti delle SS precorritrici delle Waffen-SS, e come suo primo comando ebbe un battaglione. Nel settembre 1939, la sua unità divenne una componente della SS-Verfügungs Division. Servì come comandante di reggimento durante la Campagna di Francia, la Campagna dei Balcani e l'Operazione Barbarossa. Nell'agosto 1940 venne decorato con la Croce di Cavaliere della Croce di Ferro. Il 15 luglio 1941 sostituì Theodor Eicke ferito in combattimento al comando della 3. SS-Panzerdivision "Totenkopf". In seguito ebbe il comando della 6. SS-Gebirgs-Division "Nord" e della 2. SS-Panzer-Division "Das Reich".
dal febbraio 1943 ebbe il comando di diverse posizioni di amministrazione all'interno delle Waffen-SS. Nell'agosto 1944 venne nominato comandante del I SS-Panzerkorps che guidò dall'ottobre 1944 durante le ultime fasi dell'Operazione Overlord. In seguito ritornò sul fronte orientale dove ebbe il comando del III SS-Panzerkorps (germanisches). Rimase con tale unità fino al 2 aprile 1945 quando divenne l'ultimo comandante dell'XVIII. SS-Armeekorps, arrendendosi con tale unità all'esercito statunitense il 2 maggio 1945. Dopo la guerra venne internato come prigioniero di guerra venendo rilasciato nel 1948. Morì ad Amburgo il 16 giugno 1966 all'età di 72 anni.